# ألفونسو بلانكو (ملاكم)
ألفونسو بلانكو (بالإسبانية: Alfonso Blanco Parra) مواليد 2 فبراير 1986 في كاراكاس، هو ملاكم محترف فنزويلي يصنف ضمن فئة الوزن المتوسط. شارك في دورة الألعاب الأولمبية الصيفية سنة 2008.

## إحصائيات
خاض خلال مسيرته 12 نزالا، فاز في 12 ولم يتعادل ولم يخسر. فاز بالضربة القاضية في 5 نزالا.

## روابط خارجية
- ألفونسو بلانكو على موقع بوكس ريك (الإنجليزية) (registration required)
- ألفونسو بلانكو على موقع أوليمبيديا (الإنجليزية)